# Hotel Italia (film)
Hotel Italia è un film pornografico gay del 1999 diretto da Lucas Kazan.
Il film è stato girato a Santa Margherita Ligure e lungo tutta la Riviera (Portofino, Portovenere e le Cinque Terre). Nel 2000 ha ottenuto tre candidature ai GayVN Awards e ha vinto due premi alla 7ª edizione degli Hard Choice Awards, nelle categorie miglior video e miglior regia.
Nel 2003 è stato realizzato un sequel dal titolo Hotel Italia 2: The Innkeeper.

## Trama
Durante le vacanze estive in Riviera, Dario si innamora di Erik, mentre suo padre, in lotta con la propria sessualità, rimane coinvolto con il miglior amico del figlio.

## Premi

### Vinti
- Hard Choice Awards 2000 - Best Video[1]
- Hard Choice Awards 2000 - Best Director[2]

### Candidature
- GayVN Award 2000 - Best Foreign Release[3]
- GayVN Award 2000 - Best Director[4]
- GayVN Award 2000 - Best Videography[4]